# Rafael de la Fuente
Rafael de la Fuente (Caracas, Venezuela; 11 de noviembre de 1986) es un actor y cantante venezolano, más conocido por interpretar a Diego Forlán en la exitosa telenovela Grachi de Nickelodeon Latinoamérica y a Sammy Jo en la serie de televisión Dinastía de The CW.

## Biografía
Rafael de la Fuente nació en Caracas, Venezuela. Comenzó su carrera de actor en 2009 con papel en la telenovela deTelemundo Más sabe el diablo. Más tarde apareció en otra telenovela llamada Aurora, y en 2011 se convirtió en el papel recurrente en la serie de fantasía, Grachi, como Diego Forlán. En la segunda temporada se convirtió en parte del elenco principal. En 2014, apareció en Every Witch Way, una versión en inglés de Grachi.
En 2015, de la Fuente apareció en el papel recurrente como Michael Sánchez, el novio de Jamal Lyon (interpretado por Jussie Smollett), en la telenovela musical de Fox Empire. En marzo de 2017, fue elegido para el reinicio de The CW Dynasty como Sam Flores, una versión masculina homosexual de Sammy Jo Carrington.

## Vida personal
En 2019 anunció públicamente su homosexualidad.

## Filmografía

### Televisión
| Año       | Título                      | Papel                 | Canal       |
| --------- | --------------------------- | --------------------- | ----------- |
| 2009-2010 | Más sabe el diablo          | Jorge Giraldo         | Telemundo   |
| 2010-2011 | Aurora                      | Max                   | Telemundo   |
| 2011-2013 | Grachi                      | Diego Forlán          | Nickelodeon |
| 2014      | Every Witch Way             | Julio                 | Nickelodeon |
| 2015-2016 | Empire                      | Michael Sánchez       | FOX         |
| 2017      | When we rise                | Ricardo Canto         |             |
| 2017      | American Horror Story: Cult | Chico asesinado       | FX          |
| 2017-2022 | Dynasty                     | Sam "Sammy Jo" Florez | The CW      |

### Cine
| Año  | Título                                     | Papel        | Notas            |
| ---- | ------------------------------------------ | ------------ | ---------------- |
| 2009 | Don't make me wait                         | Leandro      | Cortometraje     |
| 2014 | The One I Wrote for You                    | Rafael Amato | Papel Secundario |
| 2015 | Lift me up                                 | Erik         |                  |
| 2018 | Treasure hunter: Legend of the white witch | Manuel       |                  |
| 2019 | ¡He matado a mi marido!                    | El Topo      | Reparto          |
| 2023 | Letter to Santa                            | Enrique      |                  |

### Giras
| Año  | Título                  | Papel        | Nota   |
| ---- | ----------------------- | ------------ | ------ |
| 2012 | Grachi: El show en vivo | Diego Forlán | Varios |

## Premios y nominaciones
| Año  | Premiación                | Categoría                 | Telenovela | Resultado |
| ---- | ------------------------- | ------------------------- | ---------- | --------- |
| 2012 | Kids Choice Awards México | Actor Favorito de Reparto | Grachi     | Nominado  |